# SMC1B
Белок структурной поддержки хромосом 1B (SMC-1B) — белок, который у человека кодируется геном SMC1B. Он относится к семейству белков, необходимых для образования хроматина, рекомбинации ДНК во время мейоза и митоза. Белок SMC1B, по-видимому, вместе с другими когезинами REC8, STAG3 и SMC3 участвует в сцеплении сестринских хроматид на протяжении всего мейотического процесса в ооцитах человека.
Длина полипептидной цепи белка составляет 1235 аминокислот, а молекулярная масса — 143789 Да.

## Выполняемые функции
SMC1B необходим для мейоза, в котором он играет 3 основные роли. Известно, что SMC1B участвует в слиянии хромосом во время мейоза как в гомологичных, так и негомологичных хромосом. SMC1B развивает осевые элементы (AE), найденные в синаптонемных комплексах в ассоциации с другими когезиновыми белками REC8 и SMC3, а также AE белками SCP2 и SCP3. Сцепление сестринских хроматид в мейозе обеспечивается SMC1B. SMC1B также может защищать теломеры от повреждения, на что SMC1A не способен. Кроме того, в соматических клетках SMC1B ассоциируется с SMC3 и RAD21 в митотическом когезиновом комплексе, который, как считалось ранее, включает только SMC1α. Деплеция SMC1B в соматических клетках показала дисрегуляцию экспрессии некоторых генов.

## Клиническое значение

### Вирус папилломы человека (ВПЧ)
Вирус папилломы человека (ВПЧ) — это ДНК-содержащий вирус и наиболее распространённая инфекция, передающаяся половым путём. Варианты ВПЧ-16 и ВПЧ-18 ответственны за большинство случаев рака шейки матки, вызванного данным вирусом. SMC1B имеет повышенную экспрессию в случаях ВПЧ(+). ВПЧ рекрутирует SMC1 вместе с транскрипционным фактором CTCF, чтобы обеспечить репликацию генома вируса. SMC1 играет важную роль в регуляции жизненного цикла вируса.

### Нестабильность генома и рак
SMC1B защищает генетическую стабильность от ультрафиолетового и инфракрасного излучения. Изменённая экспрессия SMC1B может привести к нарушению репарации повреждённой ДНК, что впоследствии вызывает нестабильность генома. Экспрессия SMC1B выше или ниже нормы связана с некоторыми видами рака. Мейотические субъединицы STAG3 и REC8 также экспрессируются вместе с SMC1B в злокачественных опухолях. Высокая экспрессия SMC1B может быть связана с раком поджелудочной железы и раком яичников, а низкая экспрессия увеличивает риск прогрессирования рака из-за низкой генетической стабильности.